# Malthopsis kobayashii
Malthopsis kobayashii är en fiskart som beskrevs av Tanaka, 1916. Malthopsis kobayashii ingår i släktet Malthopsis och familjen Ogcocephalidae. Inga underarter finns listade i Catalogue of Life.